# Игуменский парк
Игу́менский парк — небольшой парк вокруг озера в центре Томска. Находится по адресу ул. Карташова 21, рядом с Буфф-садом, лютеранской церковью Святой Марии и Дворцом творчества детей и молодежи г. Томска.

## История

### Речка Игуменка
Игуменское озеро является старицей исчезнувшей речки Игуменки (Игумновки). Её упоминает немецкий путешественник на русской службе Петр Симон Паллас, который был в Томске во время экспедиции по Сибири в конце XVIII века:
Город Томск стоит на правом берегу реки Томы верст за сорок от её устья в Оби. <…> На южном конце оного, бегут из озера маленький ручеек в реку Томь, и речка Ушайка, которая несколько вне города соединяется с другою, Игумновкою.
Игуменка питалась от подземных ключей, имела два рукава, впадавших районе ул. Алтайской в Ушайку. Левый рукав протекал по современным улицам Советской и Белинского, а правый, более полноводный — по нынешней ул. Киевской. На территории реки находились Богородице-Алексеевский и не сохранившийся Иоанно-Предтеченский монастыри, и в честь игуменов этих монастырей, вероятно, речка и была названа.
В начале XX века из-за вырубки лесов на юге города, ключи, питавшие Игуменку, начали пересыхать, речка стала мелеть и постепенно исчезать. В 1950-х годах её еще можно было видеть как небольшой ручеек, протекающий по улице Белинского, но в ходе дальнейшего развития города Игуменка была окончательно засыпана и уведена под землю.

### Станция юннатов

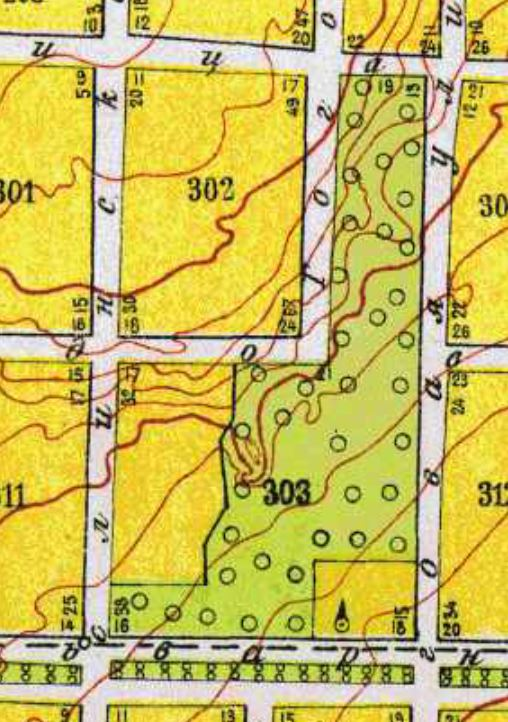
Территория Буфф-сада и Игуменского парка на топографической карте Томска 1933 года

В 1952/1953 учебном году, в соответствии с постановлением Томского облисполкома «Об упорядочении сети и утверждении типов штатов внешкольных учреждений», на территории нынешнего парка была создана областная станция юных натуралистов, однако условия работы в то время оставляли желать лучшего. У станции, например, не было сторожа, из-за чего постоянно происходили кражи ранеток из сада. Несмотря на это, в 1978 году на станции юннатов занималось около 460 детей, станция располагала теплицей и небольшим участком земли.
В 1997 году Областная станция юннатов была реорганизована в «Областной эколого-биологический центр учащихся», который, в свою очередь, в 2000-х вошёл в состав ОГУДОД «Областной центр дополнительного образования детей» как отдел эколого-биологического воспитания. Здание в парке сегодня принадлежит ОЦДОД, там проводятся занятия в группе дошкольного обучения.

### Особо охраняемая природная территория
Первые попытки придать парку статус особо охраняемой природной территории были предприняты еще в 1998 году, но не увенчались успехом, поэтому в 2003 году на нетронутой территории началось строительство, и теперь на месте бывшего плодового сада в южной части парка находится семиэтажный жилой дом.

В декабре 2006 года на городском конкурсе «Изменим город вместе» в номинации «Мой Томск» победителем и обладателем гранта стал проект «Игуменский парк» педагога ОЦДОД Натальи Негановой. И в сентябре 2008 года с целью сохранения уникального «островка» живой природы в центре города была создана особо охраняемая природная территория рекреационного назначения областного значения «Парк Игуменский».

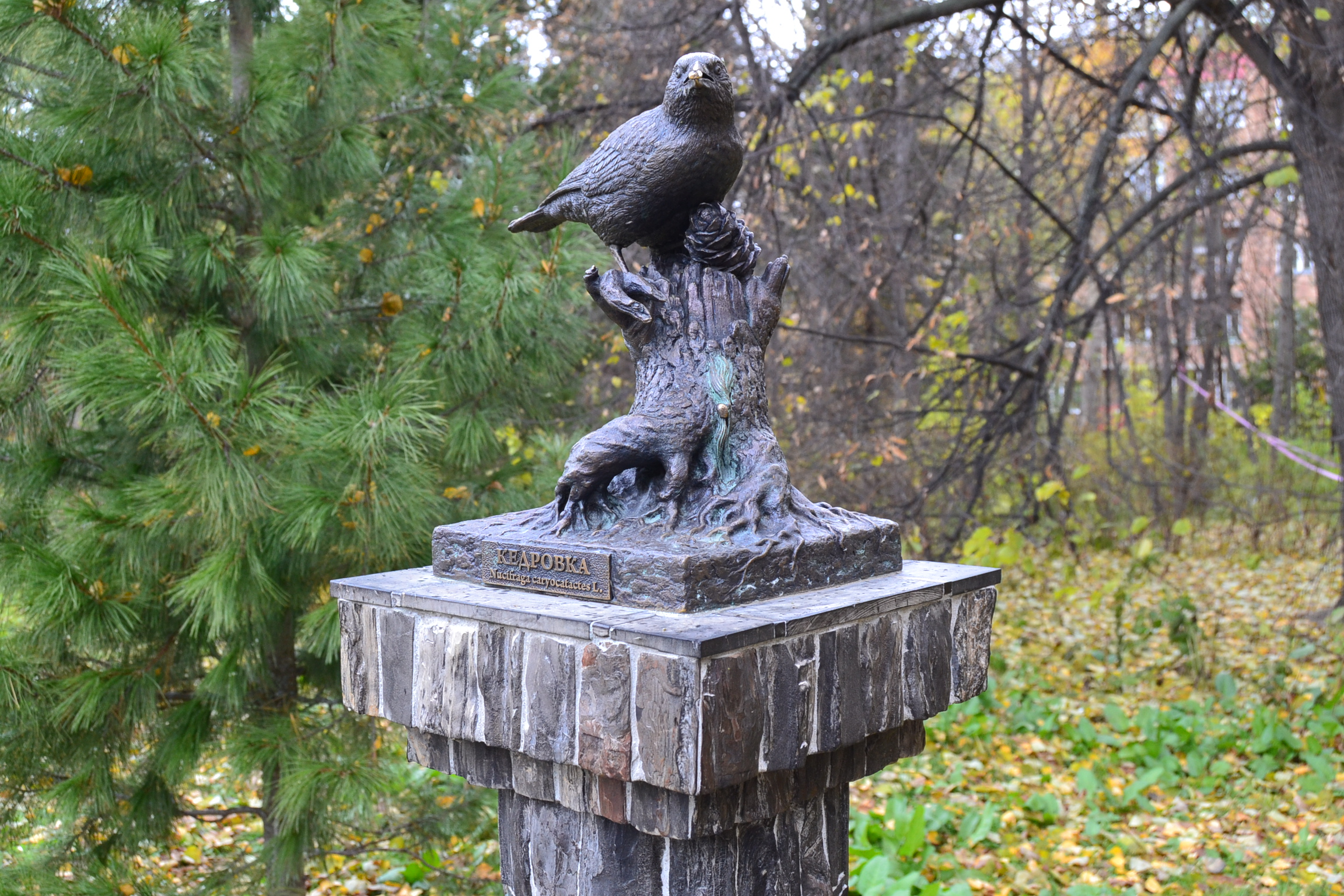
Памятник кедровке в Игуменском парке. Интересно, что постамент, на котором сидит кедровка, отделан настоящей окаменевшей корой возрастом около 250 млн лет.

Практически каждый человек, пришедший погулять на нашу территорию, выражает восхищение красотой озера, цветниками, всем этим сохраненным в центре города чудесным уголком природы. Люди приходят к нам посмотреть, как плавают и плещутся в озере утки, покормить их, просто, отдыхая, смотрят на водную гладь, слушают шуршание камыша, полет стрекоз, пение птиц.
— рассказывает координатор проекта «Парк Игуменский» Н. П. Неганова.

## Современность
Сегодня в парке есть небольшой яблоневый сад, скамейки из бревен, беседки и детская площадка «Дворик Архимеда». Озеро (глубиной до трех метров) подпитывается ключами, один из которых находится на дне, а два других раньше брали начало в районе ул. Белинского (территория бывшей усадьбы Пешковского), и у здания УМВД (бывшие земли купца Королева).
В сентябре 2013 года в Игуменском парке был установлен единственный в России памятник кедровке. Также есть памятники бобру и медведю.
Парк любим горожанами и подходит для семейных прогулок.

## Флора и фауна

### Флора
Благодаря усилиям организаций, в разное время заведовавших парком, сегодня его территория включает в себя образцы многих природных зон и экосистем:
- зона смешанного леса
- зона хвойного леса
- заливной луг
- коллекция декоративных кустарников
- питомник многолетних цветов
- коллекция лекарственных растений
- ландшафтный цветник с альпийской горкой
- партерный (орнаментальный) цветник
- дендрарий (зимний сад)
- плодово-ягодный сад
- каменистый сад

Растения в парке
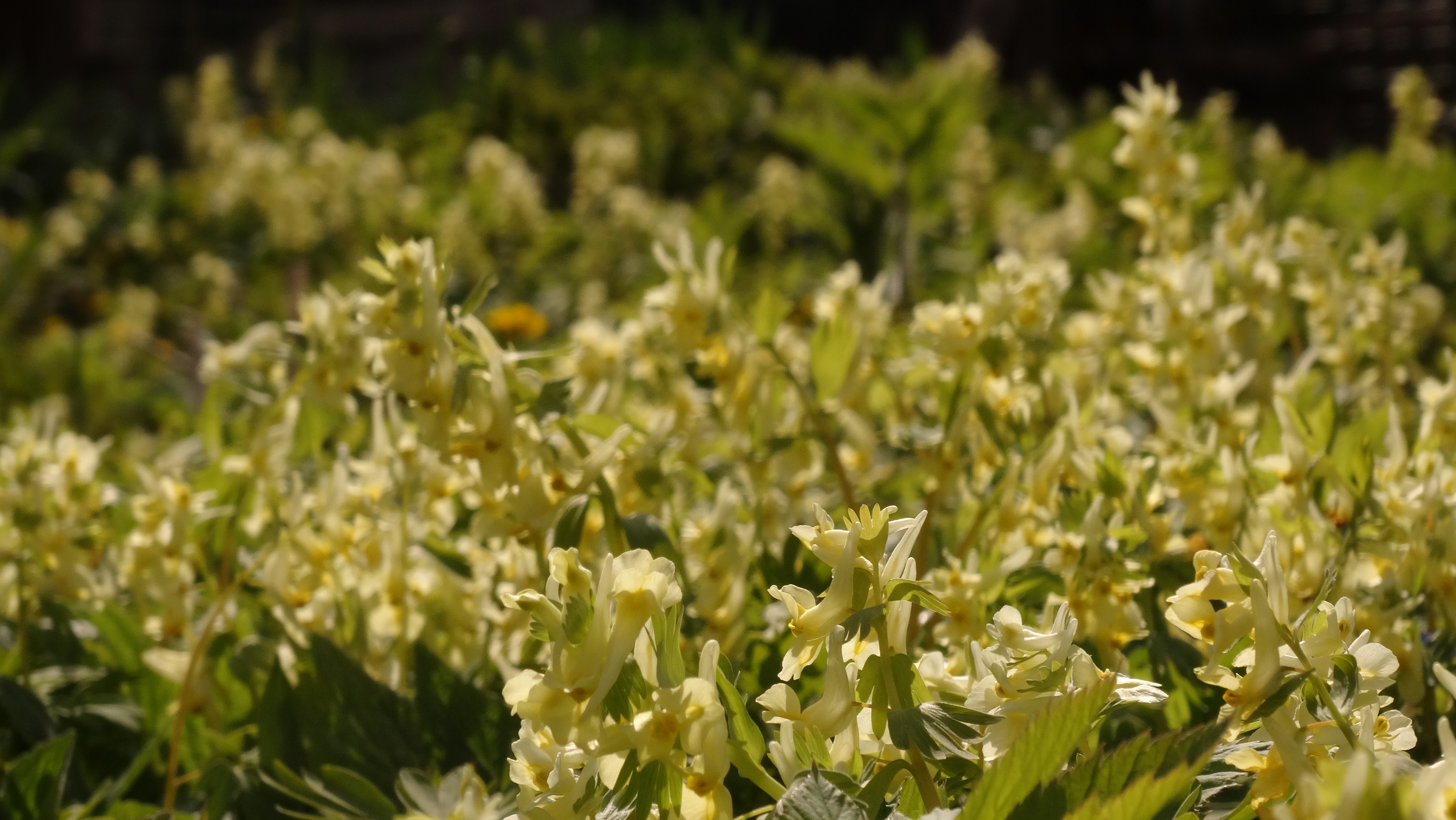
Хохлатка крупноприцветковая
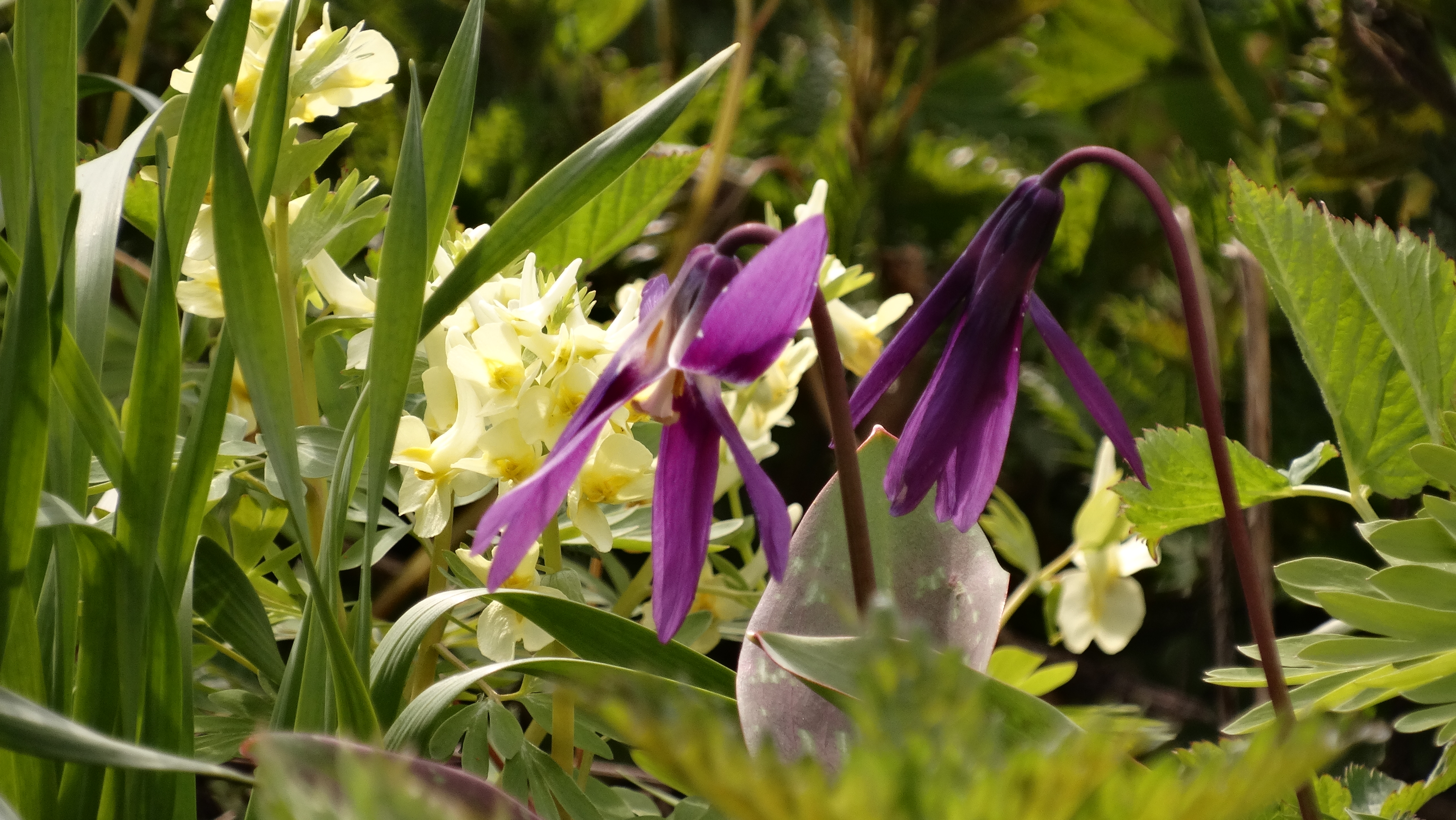
Кандык Сибирский
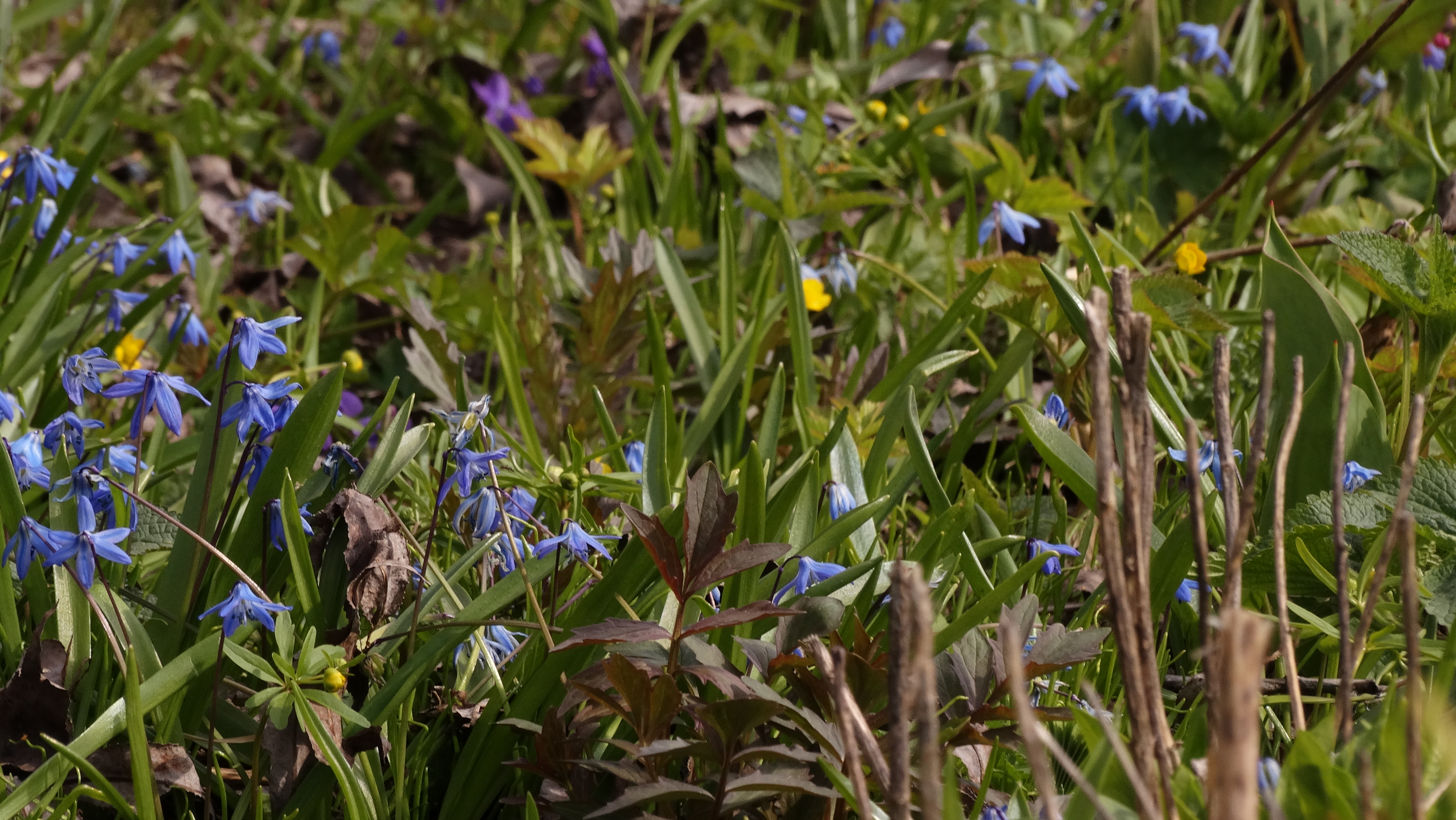
Пролеска Сибирская
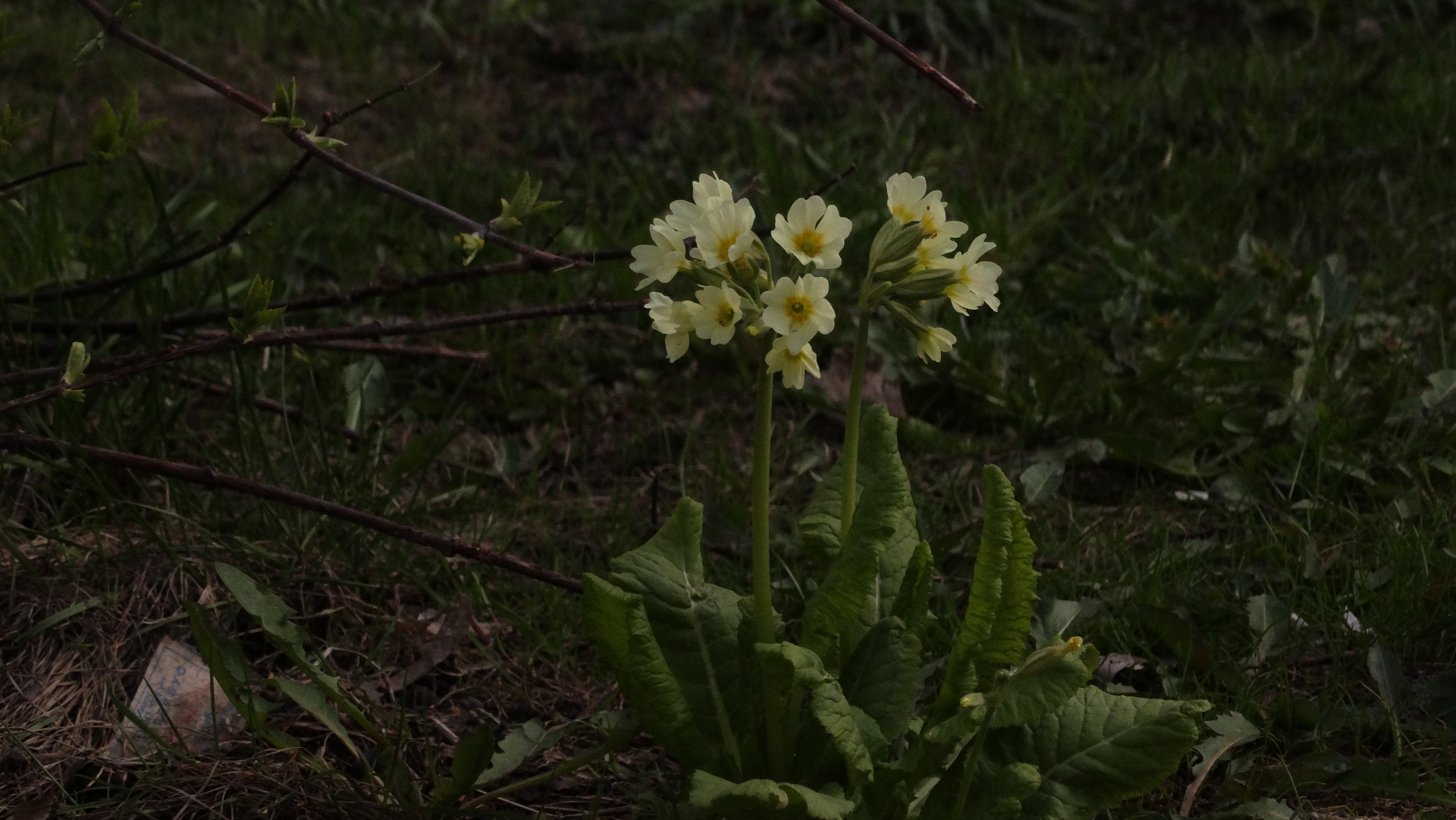
Первоцвет Палласа
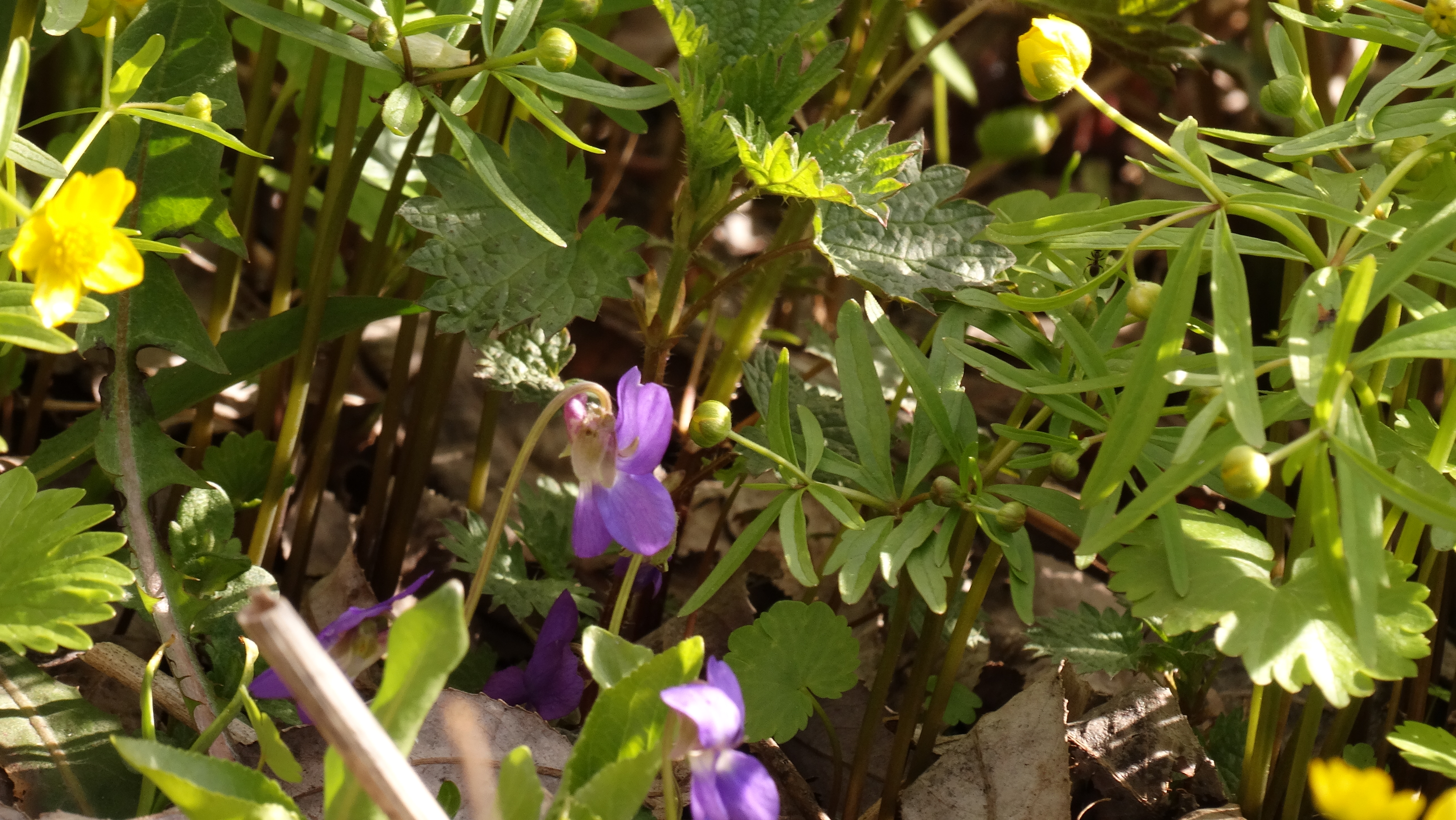
Фиалка опушённая

### Фауна
На всей территории отмечено около 20 видов птиц, больше всего встречается домовой и полевой воробей. На озере гнездится местная полуодомашненная микропопуляция кряквы, в береговых кустарниках гнездятся белая и желтая трясогузки, пеночки, горихвостки. Периодически к водоёму прилетают кормиться речные чайки и зимородки.
Из млекопитающих встречаются серая крыса и домовая мышь, в период миграций — белки.
На озере наблюдается массовое размножение крупных стрекоз (например, голубого коромысла), в нем водятся золотой и серебряный караси, разные виды рачков-дафний, циклопы, водяные клопы и т. д. В донном иле обитает мотыль — личинка комара-звонца. Для очистки водоёма от растительности в 2010 году в озеро были запущены белые амуры.
На территории парка выявлено 4 вида насекомых, занесенных в Красную книгу Томской области (красотка блестящая, плавунец широкий, плавунец каёмчатый (Dytiscus circumcinctus Ahrens), водолюб большой) и 6 видов краснокнижных растений (липа сердцевидная, очиток живучий (Sedum aizoon L), бруннера сибирская, первоцвет крупночашечный, кандык сибирский, ирис сибирский).

Птицы в парке
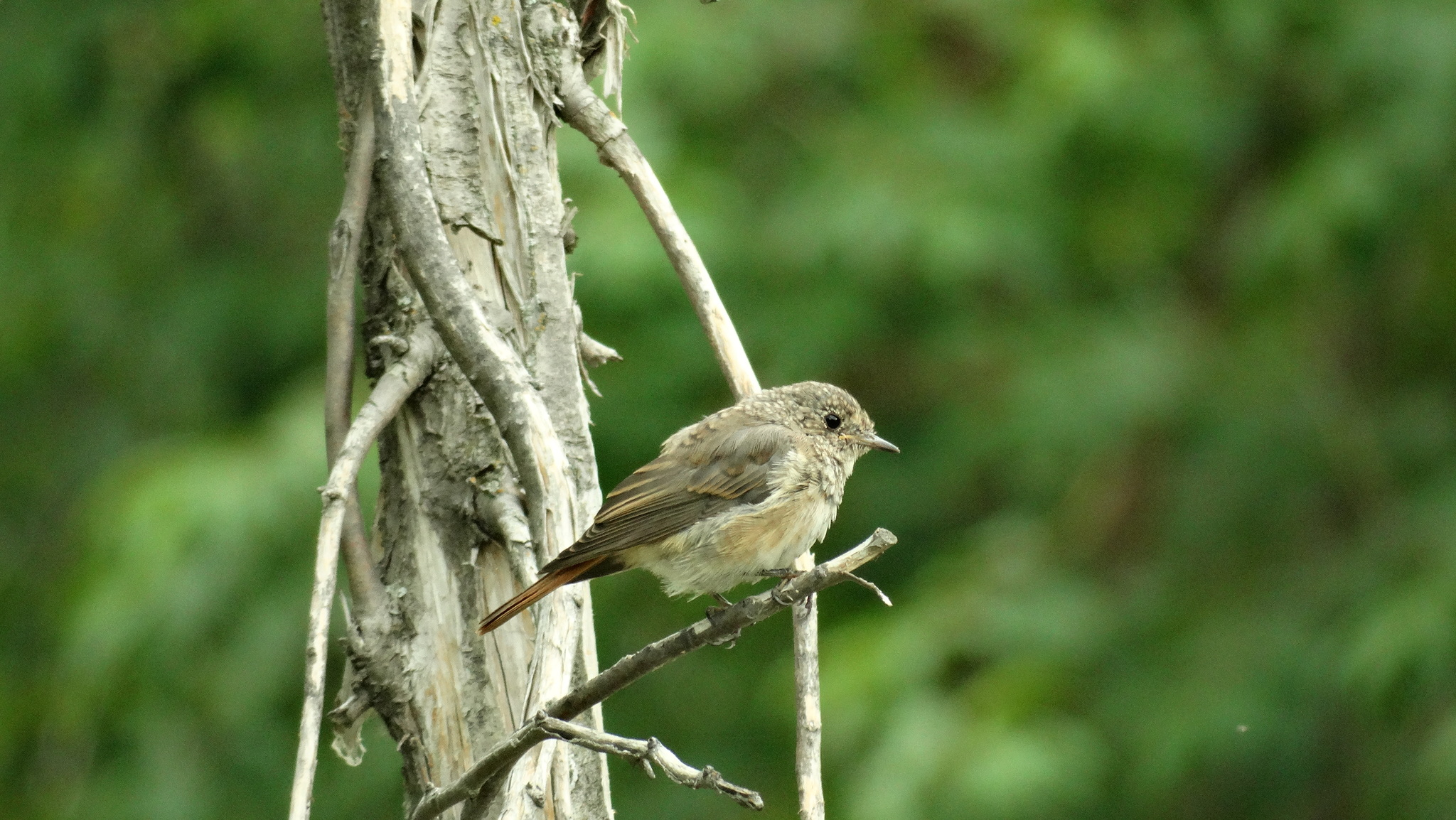
Молодая горихвостка
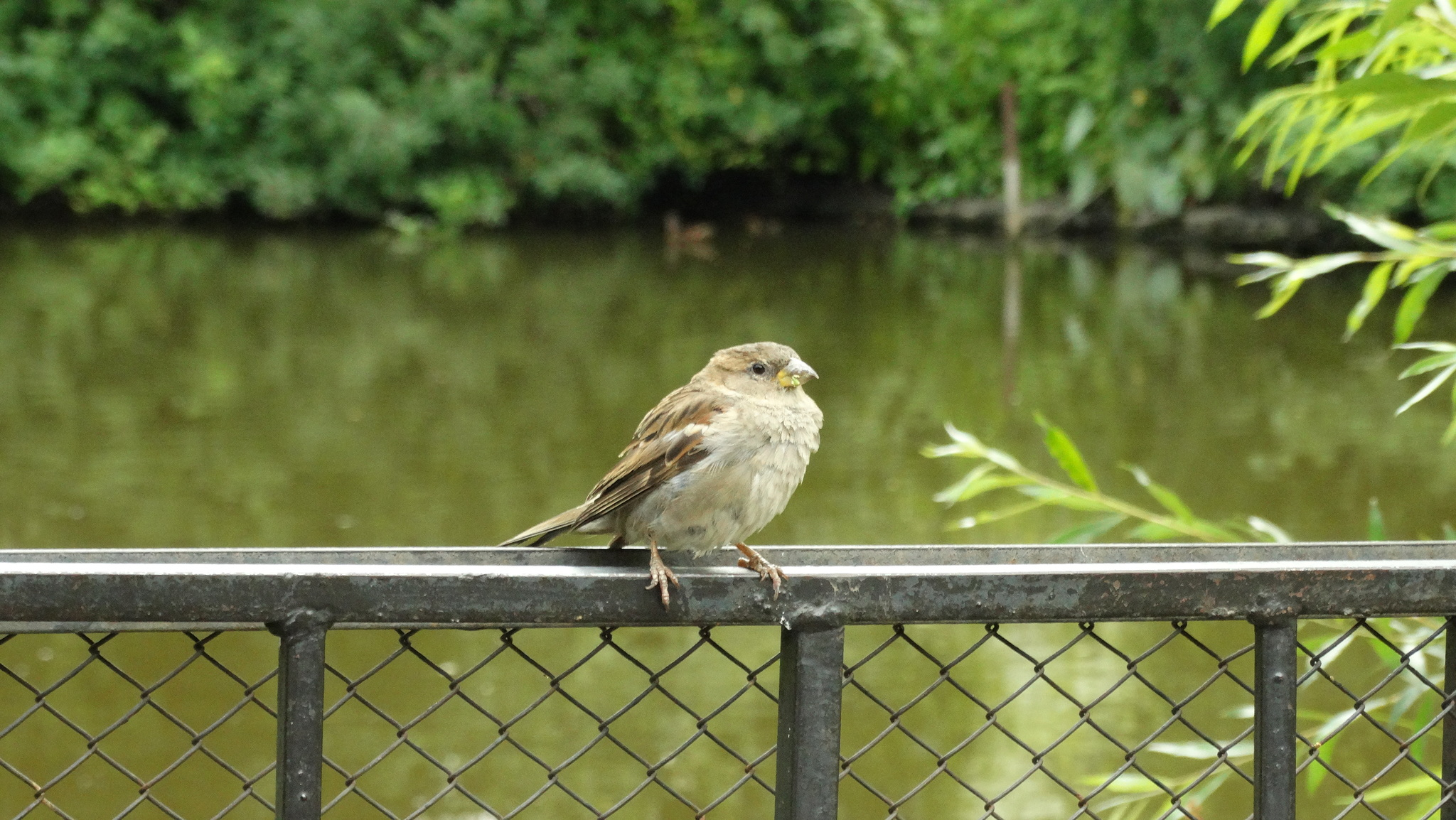
Домовый воробей
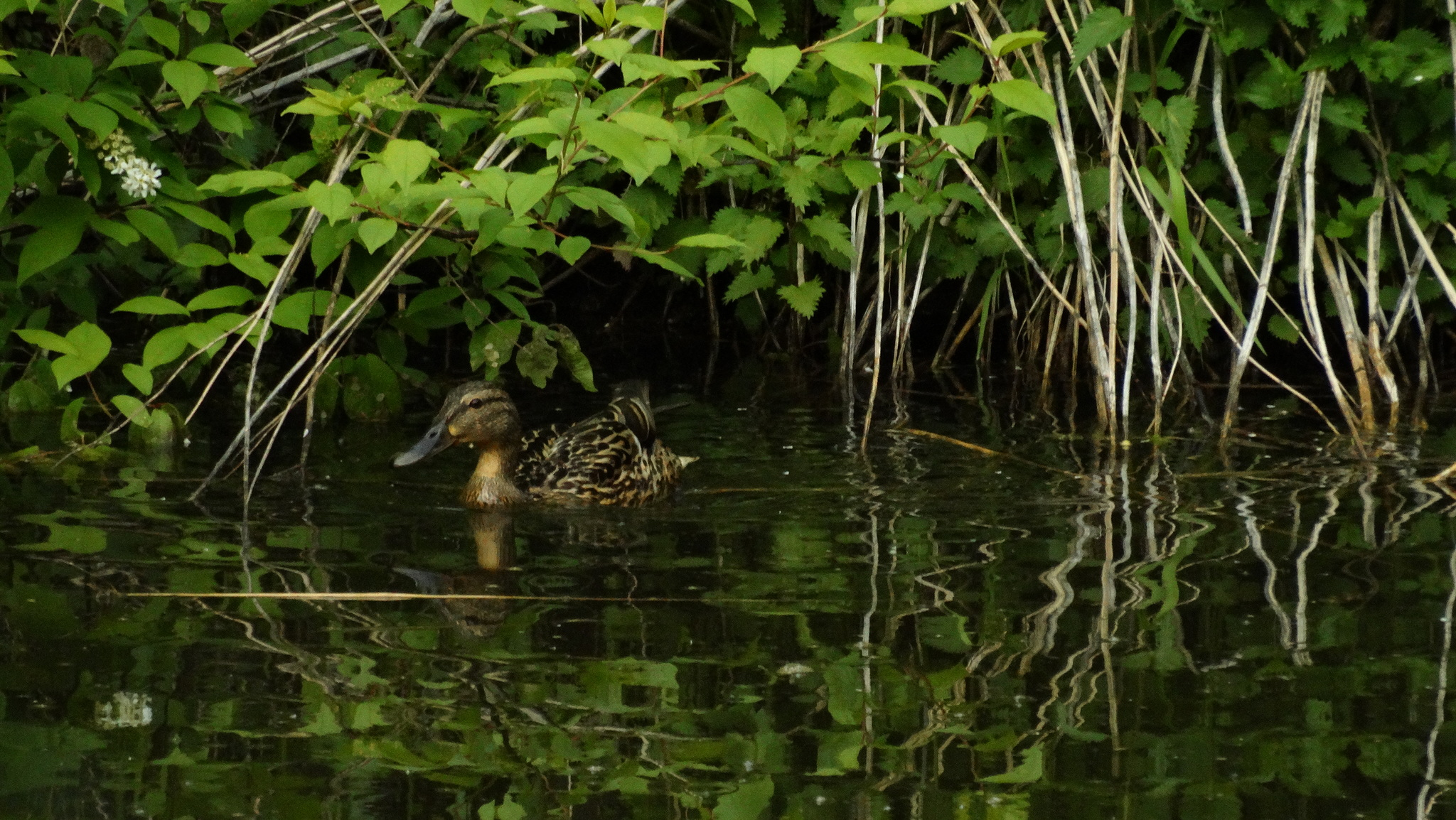
Кряква